# Óliver Rojas
Óliver Jesús Rojas Muñoz (Puente Alto, Chile; 11 de junio de 2000) es un futbolista chileno Juega de centrocampista y su equipo actual es el Audax Italiano de la Primera División de Chile.

## Trayectoria
Formado en las inferiores del Audax Italiano fue promovido al primer equipo en la temporada 2019. Ese año, en julio de 2019 fue cedido al San Marcos de Arica.
Debutó en el Audax el 1 de septiembre de 2020 ante Coquimbo Unido por la Primera División.

## Selección nacional
Fue citado al Campeonato Sudamericano de Fútbol Sub-17 de 2017. Con el segundo lugar y Chile clasificado al mundial, disputó dos encuentros en la Copa Mundial Sub-17 2017.

## Estadísticas
| Club                   | Div.          | Temporada     | Liga  | Liga  | Copas nacionales | Copas nacionales | Torneos internacionales | Torneos internacionales | Total | Total |
| Club                   | Div.          | Temporada     | Part. | Goles | Part.            | Goles            | Part.                   | Goles                   | Part. | Goles |
| ---------------------- | ------------- | ------------- | ----- | ----- | ---------------- | ---------------- | ----------------------- | ----------------------- | ----- | ----- |
| San Marcos · Chile     | 3.ª           | 2019          | 3     | 0     | —                | —                | —                       | —                       | 3     | 0     |
| San Marcos · Chile     | Total club    | Total club    | 3     | 0     | 0                | 0                | 0                       | 0                       | 3     | 0     |
| Audax Italiano · Chile | 1.ª           | 2020          | 16    | 0     | 0                | 0                | 2                       | 0                       | 18    | 0     |
| Audax Italiano · Chile | 1.ª           | 2021          | 29    | 0     | 2                | 0                | —                       | —                       | 31    | 0     |
| Audax Italiano · Chile | 1.ª           | 2022          | 14    | 1     | 3                | 0                | 2                       | 0                       | 19    | 1     |
| Audax Italiano · Chile | 1.ª           | 2023          | 26    | 1     | 3                | 0                | 7                       | 0                       | 36    | 1     |
| Audax Italiano · Chile | 1.ª           | 2024          | 0     | 0     | 0                | 0                | —                       | —                       | 0     | 0     |
| Audax Italiano · Chile | Total club    | Total club    | 85    | 2     | 8                | 0                | 11                      | 0                       | 104   | 2     |
| Total carrera          | Total carrera | Total carrera | 88    | 2     | 8                | 0                | 11                      | 0                       | 107   | 2     |
| 1. 2. 3.               |               |               |       |       |                  |                  |                         |                         |       |       |

## Palmarés

### Títulos nacionales
| Título           | Club       | País  | Año  |
| ---------------- | ---------- | ----- | ---- |
| Segunda División | San Marcos | Chile | 2019 |